# Caffrowithius harperi
Espèce
Caffrowithius harperi est une espèce de pseudoscorpions de la famille des Chernetidae.

## Distribution
Cette espèce est endémique du Nigeria. Elle se rencontre vers Ibadan.

## Description
La femelle holotype mesure 4,2 mm.

## Étymologie
Cette espèce est nommée en l'honneur de Geoffrey H. Harper.

## Publication originale
- Judson, 1991 : A new species of Caffrowithius Beier (Chelonethida, Chernetidae) from a brush-furred rat in Nigeria. Bulletin of the British Arachnological Society, vol. 8, no 8, p. 256-258 (texte intégral).